# 1998年カナダグランプリ
1998年カナダグランプリ（Grand Prix du Canada）は、1998年のF1世界選手権第7戦として6月7日にサーキット・ジル・ヴィルヌーヴで開催された。このレースはミハエル・シューマッハが制したが、第1ラップのアレクサンダー・ヴルツとジャン・アレジのクラッシュで記憶されるであろう。このクラッシュの結果、赤旗が振られ再スタートとなった。

## 予選
モントリオールではデビッド・クルサードがシーズン自身3度目のポールポジションを獲得した。クルサードはセッション終盤にベストタイムを記録した。一方ミカ・ハッキネンは予選セッション中不運に見舞われた。彼はベストラップが出せそうなときに何度も渋滞に遭遇した。ミハエル・シューマッハが予選3番手となり、クルサードの0.2秒後というラップタイムが出せた幸運に驚いていた。予選の前の晩、エディ・アーバインはフェラーリにとってカナダグランプリは重要であるというコメントを発表し、シューマッハも同様の意見を述べていた。

## レース概要
決勝のスタートではまず、ジョーダンのラルフ・シューマッハがストール。直後、アレクサンダー・ヴルツが他車に寄せられたため芝をカットする形となってしまった。そのためヴルツのマシンはブレーキがきかず、ジョニー・ハーバートやヤルノ・トゥルーリと同様にジャン・アレジに衝突した。ヴルツは3回ひっくり返ったが、運良く負傷することは無かった。レースは赤旗中断となり、アレジ、ヴルツ、トゥルーリはスペアカーでの再スタートとなった。ハーバート車は幸運にも修理可能で、唯一の損害はサスペンションアームが曲がったことであった。
2回目のスタートではハッキネンのギアボックスが不調を来したが、今回スタートでハードアタックを行ったのはラルフ・シューマッハであった。彼も芝をカットし、コース中央でスピンした。これによって後方では再びアクシデントが発生、トゥルーリがアレジ車に乗り上げ、結局5台がリタイアした。：ハッキネン（ギアボックス）、ラルフ（スピン）、アレジおよびトゥルーリ（クラッシュ）、高木虎之介（トランスミッション）。
ミハエル・シューマッハは最初のラップで何とかジャンカルロ・フィジケラを追い抜いたが、スタートのアクシデントのためセーフティカーがコースインした。5ラップ後にセーフティカーが退き、クルサードの後はシューマッハ、フィジケラ、ジャック・ヴィルヌーヴ、ルーベンス・バリチェロ、ハインツ＝ハラルド・フレンツェンの順で続いた。
一方、シューマッハのチームメートのエディ・アーバインは、接触によるタイヤバーストを引き起こしてピットインした。
レースが再開し、クルサードとシューマッハは他のドライバーを引き離し始めた。クルサードは13ラップを、2度目のセーフティーカーが出動するまでリードした。ペドロ・ディニスがコースを外れ、復帰したときには多くの土と芝生をコースにまき散らしたため清掃を行う必要があった。セーフティーカーがコースに戻るまでに3台、ミカ・サロはハーバートと接触し、クルサードはトランスミッションのトラブルでリタイアした。
サロとハーバートのクラッシュで、3度目のセーフティーカーが出動した。そして、ミハエル・シューマッハはピットストップをすることによって、その利点を活用した。彼がピットアウトした後にイエローフラッグが振られ追い抜き禁止となった。シューマッハはピットアウト直後にコースの反対側に横切り、それを避けようとしたフレンツェンはコースオフしてリタイア。この行為に対してシューマッハに10秒のペナルティストップが課せられる事になる。
レースが再開すると、フィジケラが首位に立ちヴィルヌーヴ、シューマッハ、デイモン・ヒル、ヤン・マグヌッセン、中野信治がこれに続いた。ヴィルヌーヴはすぐに外側を回ってフィジケラを抜こうとしたが、失敗してコースオフ、リアウィングを破損した。その後フィジケラがピットインし、45ラップ目にシューマッハが再びトップに立ち、2度目のピットイン後も順位は変わらず。結局シューマッハがレースを制し、2位のフィジケラには16秒の差を付けていた。マグヌッセンは6位に入賞し、最後のグランプリで唯一のポイントを獲得した。ちなみに、この次にシューマッハ姓とマグヌッセン姓が同時に入賞したのは、24年後の2022年イギリスGPでのことで、それは両者の息子（厳密には、シューマッハの方はラルフ・シューマッハの甥）によって達成された。

## 結果

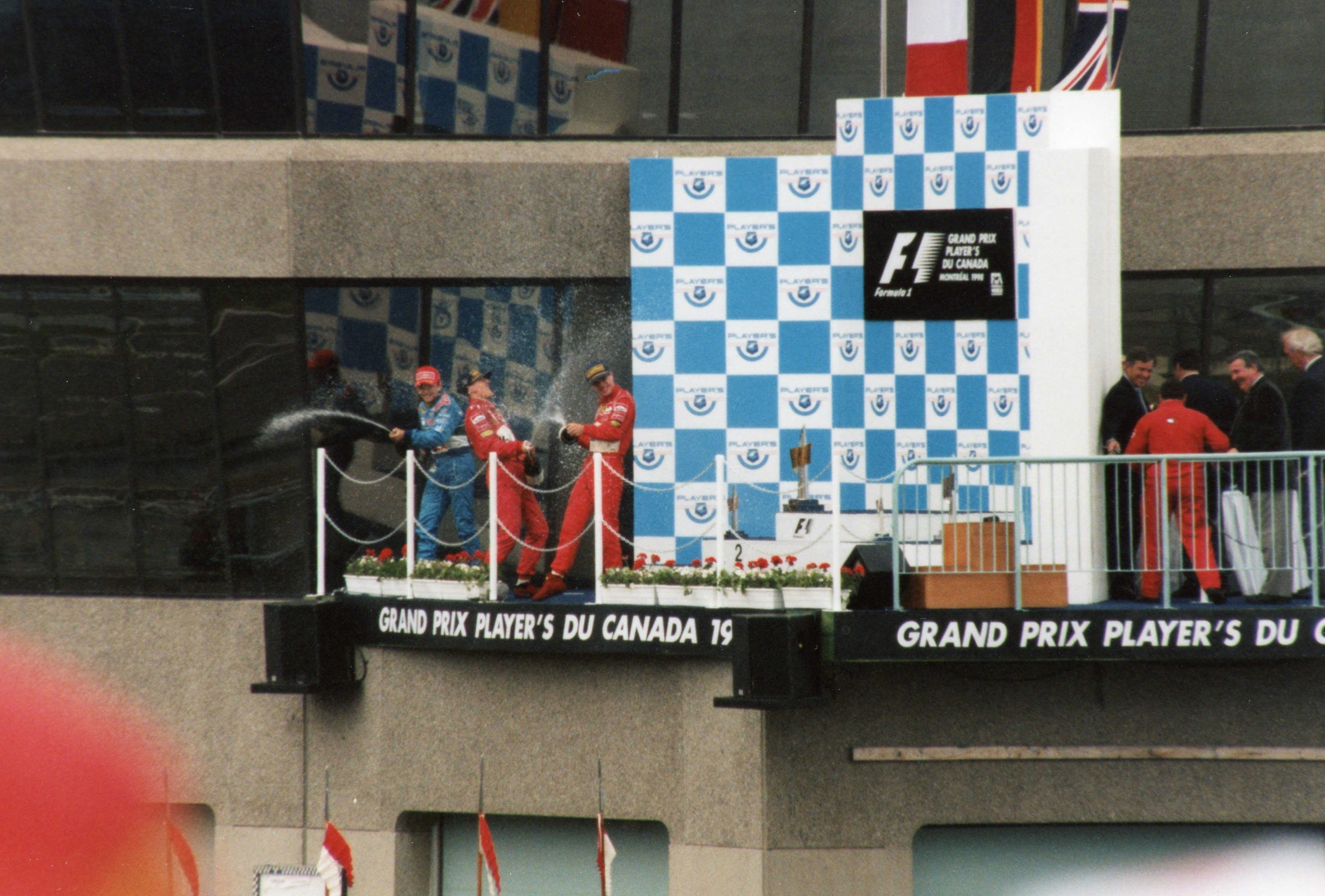
フィジケラ、シューマッハ、アーバイン。カナダGP表彰台。

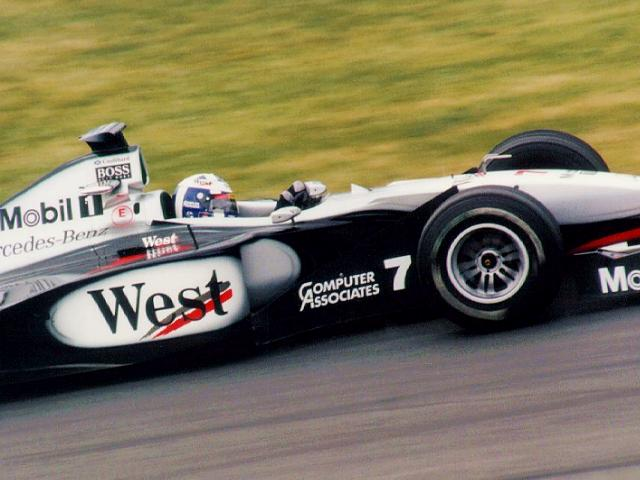
クルサードはポールポジションを獲得したが、決勝はリタイアとなった。

### 予選
| 順位 | No | ドライバー                       | コンストラクター          | タイム   | 差     |
| ---- | -- | -------------------------------- | ------------------------- | -------- | ------ |
| 1    | 7  | デビッド・クルサード             | マクラーレン-メルセデス   | 1:18.213 |        |
| 2    | 8  | ミカ・ハッキネン                 | マクラーレン-メルセデス   | 1:18.282 | +0.069 |
| 3    | 3  | ミハエル・シューマッハ           | フェラーリ                | 1:18.497 | +0.284 |
| 4    | 5  | ジャンカルロ・フィジケラ         | ベネトン-プレイライフ     | 1:18.826 | +0.613 |
| 5    | 10 | ラルフ・シューマッハ             | ジョーダン-無限ホンダ     | 1:19.242 | +1.029 |
| 6    | 1  | ジャック・ヴィルヌーヴ           | ウィリアムズ-メカクローム | 1:19.588 | +1.375 |
| 7    | 2  | ハインツ＝ハラルド・フレンツェン | ウィリアムズ-メカクローム | 1:19.614 | +1.401 |
| 8    | 4  | エディ・アーバイン               | フェラーリ                | 1:19.616 | +1.403 |
| 9    | 14 | ジャン・アレジ                   | ザウバー-ペトロナス       | 1:19.693 | +1.480 |
| 10   | 9  | デイモン・ヒル                   | ジョーダン-無限ホンダ     | 1:19.717 | +1.504 |
| 11   | 6  | アレクサンダー・ヴルツ           | ベネトン-プレイライフ     | 1:19.765 | +1.552 |
| 12   | 15 | ジョニー・ハーバート             | ザウバー-ペトロナス       | 1:19.845 | +1.632 |
| 13   | 18 | ルーベンス・バリチェロ           | スチュワート-フォード     | 1:19.953 | +1.740 |
| 14   | 12 | ヤルノ・トゥルーリ               | プロスト-プジョー         | 1:20.188 | +1.975 |
| 15   | 11 | オリビエ・パニス                 | プロスト-プジョー         | 1:20.303 | +2.090 |
| 16   | 21 | 高木虎之介                       | ティレル-フォード         | 1:20.328 | +2.115 |
| 17   | 17 | ミカ・サロ                       | アロウズ                  | 1:20.536 | +2.323 |
| 18   | 22 | 中野信治                         | ミナルディ-フォード       | 1:21.230 | +3.017 |
| 19   | 16 | ペドロ・ディニス                 | アロウズ                  | 1:21.301 | +3.088 |
| 20   | 19 | ヤン・マグヌッセン               | スチュワート-フォード     | 1:21.629 | +3.416 |
| 21   | 23 | エステバン・トゥエロ             | ミナルディ-フォード       | 1:21.822 | +3.609 |
| 22   | 20 | リカルド・ロセット               | ティレル-フォード         | 1:21.824 | +3.611 |

### 決勝
| 順位     | No | ドライバー                       | コンストラクター          | 周回 | タイム             | グリッド | ポイント |
| -------- | -- | -------------------------------- | ------------------------- | ---- | ------------------ | -------- | -------- |
| 1        | 3  | ミハエル・シューマッハ           | フェラーリ                | 69   | 1:40:57.335        | 3        | 10       |
| 2        | 5  | ジャンカルロ・フィジケラ         | ベネトン-プレイライフ     | 69   | +16.662            | 4        | 6        |
| 3        | 4  | エディ・アーバイン               | フェラーリ                | 69   | +1:00.059          | 8        | 4        |
| 4        | 6  | アレクサンダー・ヴルツ           | ベネトン-プレイライフ     | 69   | +1:03.232          | 11       | 3        |
| 5        | 18 | ルーベンス・バリチェロ           | スチュワート-フォード     | 69   | +1:21.513          | 13       | 2        |
| 6        | 19 | ヤン・マグヌッセン               | スチュワート-フォード     | 68   | +1 Lap             | 20       | 1        |
| 7        | 22 | 中野信治                         | ミナルディ-フォード       | 68   | +1 Lap             | 18       |          |
| 8        | 20 | リカルド・ロセット               | ティレル-フォード         | 68   | +1 Lap             | 22       |          |
| 9        | 16 | ペドロ・ディニス                 | アロウズ                  | 68   | +1 Lap             | 19       |          |
| 10       | 1  | ジャック・ヴィルヌーヴ           | ウィリアムズ-メカクローム | 63   | +6 Laps            | 6        |          |
| リタイア | 23 | エステバン・トゥエロ             | ミナルディ-フォード       | 53   | 電装系             | 21       |          |
| リタイア | 9  | デイモン・ヒル                   | ジョーダン-無限ホンダ     | 42   | 電装系             | 10       |          |
| リタイア | 11 | オリビエ・パニス                 | プロスト-プジョー         | 39   | スピン             | 15       |          |
| リタイア | 2  | ハインツ＝ハラルド・フレンツェン | ウィリアムズ-メカクローム | 20   | スピン             | 7        |          |
| リタイア | 7  | デビッド・クルサード             | マクラーレン-メルセデス   | 18   | スロットル         | 1        |          |
| リタイア | 15 | ジョニー・ハーバート             | ザウバー-ペトロナス       | 18   | スピン             | 12       |          |
| リタイア | 17 | ミカ・サロ                       | アロウズ                  | 18   | アクシデント       | 17       |          |
| リタイア | 8  | ミカ・ハッキネン                 | マクラーレン-メルセデス   | 0    | ギアボックス       | 2        |          |
| リタイア | 10 | ラルフ・シューマッハ             | ジョーダン-無限ホンダ     | 0    | ギアボックス       | 5        |          |
| リタイア | 14 | ジャン・アレジ                   | ザウバー-ペトロナス       | 0    | 接触               | 9        |          |
| リタイア | 12 | ヤルノ・トゥルーリ               | プロスト-プジョー         | 0    | 接触               | 14       |          |
| リタイア | 21 | 高木虎之介                       | ティレル-フォード         | 0    | トランスミッション | 16       |          |

## 第7戦終了時点でのランキング
| 順位 | ドライバー               | ポイント |
| ---- | ------------------------ | -------- |
| 1    | ミカ・ハッキネン         | 46       |
| 2    | ミハエル・シューマッハ   | 34       |
| 3    | デビッド・クルサード     | 29       |
| 4    | エディ・アーバイン       | 19       |
| 5    | ジャンカルロ・フィジケラ | 13       |

| 順位 | コンストラクター          | ポイント |
| ---- | ------------------------- | -------- |
| 1    | マクラーレン-メルセデス   | 75       |
| 2    | フェラーリ                | 53       |
| 3    | ベネトン-プレイライフ     | 25       |
| 4    | ウィリアムズ-メカクローム | 16       |
| 5    | スチュワート-フォード     | 5        |

- 注：ドライバー、コンストラクター共にトップ5のみ表示。

## 参照
| 前戦 1998年モナコグランプリ     | FIA F1世界選手権 1998年シーズン | 次戦 1998年フランスグランプリ   |
| 前回開催 1997年カナダグランプリ | カナダグランプリ                | 次回開催 1999年カナダグランプリ |